# Хренца
Хренца (словен. Hrenca) је насељено место у општини Марибор, Подравска регија, Словенија.

## Историја
До територијалне реорганизације у Словенији била је у саставу старе општине Марибор.

## Становништво
У попису становништва из 2011. године, Хренца је имала 144 становника.
| Број становника према пописима | Број становника према пописима | Број становника према пописима |
| ------------------------------ | ------------------------------ | ------------------------------ |
| 1991                           | 2002                           | 2011                           |
| 143                            | 145                            | 144                            |